# Maison située 42 rue Maršala Tita à Vrbas
La maison située 42 rue Maršala Tita à Vrbas (en serbe cyrillique : Кућа у улици Маршала Тита, Врбас ; en serbe latin : Kuća u ulici Maršala Tita, Vrbas) est située à Vrbas, dans la province de Voïvodine et dans le district de Bačka méridionale, en Serbie. Elle est inscrite sur la liste des monuments culturels de grande importance de la République de Serbie (identifiant no SK 1212).

## Présentation

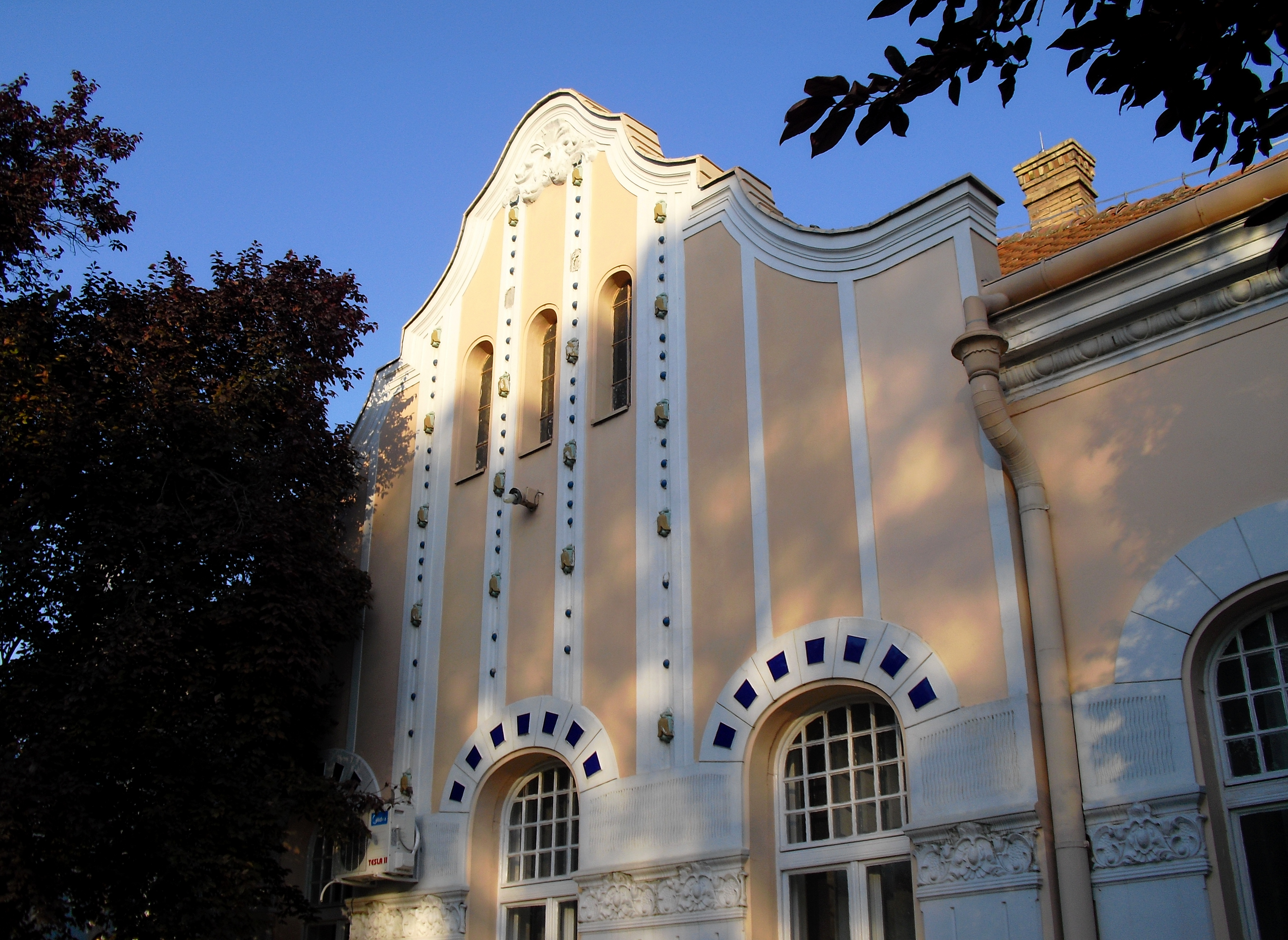
Détail de la façade

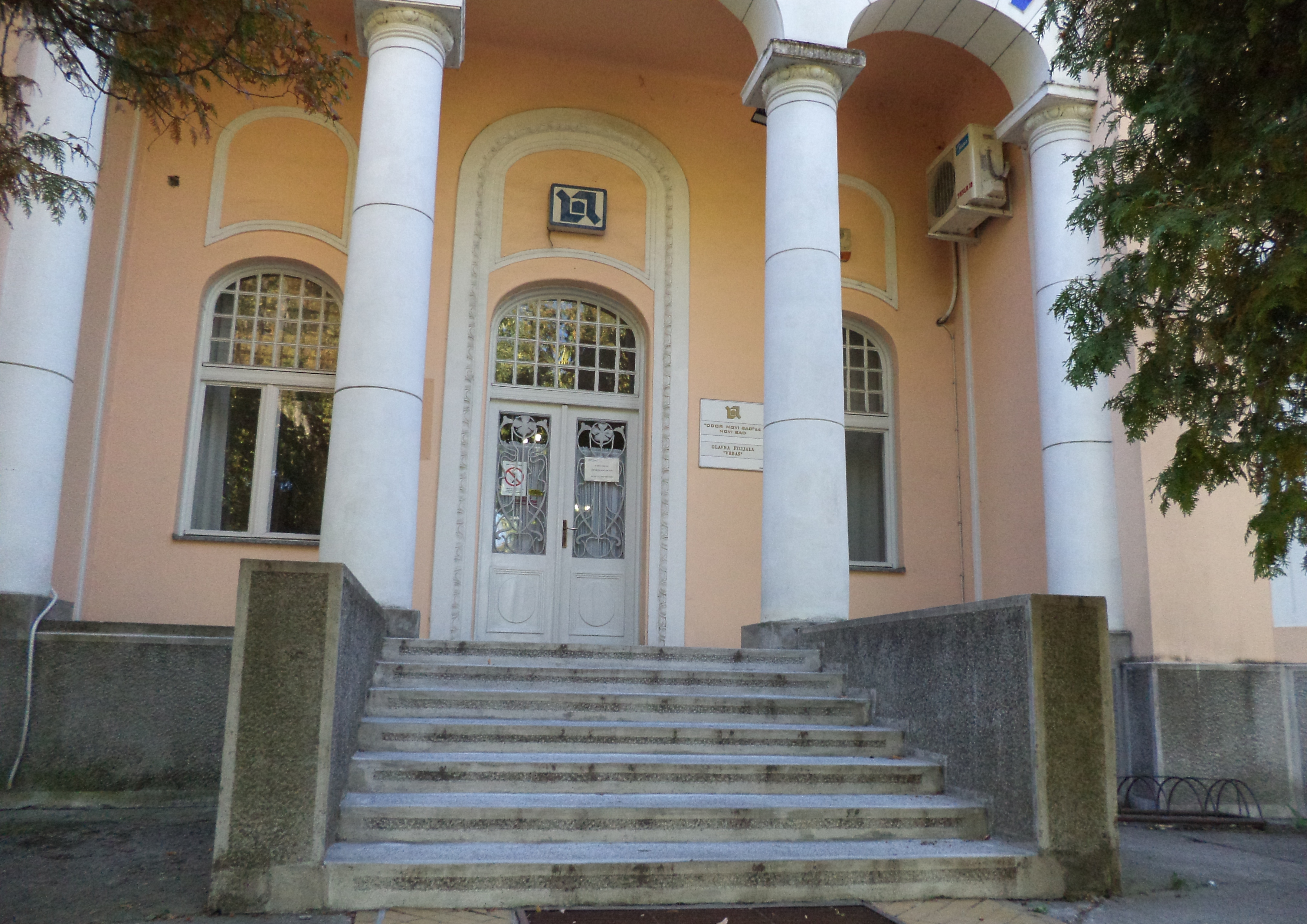
Autre détail

Le bâtiment a été construit au début du XXe siècle selon le projet d'un architecte de Budapest.
Situé en retrait de l'alignement de la rue, il s'inscrit dans un plan carré ; il est construit en briques tandis que la structure du toit est en bois. Caractéristique de l'Art nouveau, il est entouré de grilles en fer forgé du même style.
La façade principale est décorée de motifs Sécession ; elle se présente comme une structure symétrique avec des avancées latérales demi-circulaires et une partie centrale abritant l'entrée et un porche avec deux colonnes et deux demi-colonnes qui supportent des arcs ; un pignon à volutes couronne la partie centrale, décoré par quatre bandes verticales en céramique émaillées avec des motifs de tulipes. Les fenêtres se terminent de façon elliptique et elles sont encadrées de pilastres moulurés surmontés de chapiteaux dotés de motifs floraux. Les arcs du porche et ceux situés au-dessus de certaines fenêtres sont ornés de plaques de céramique bleue.
Les autres façades sont décorées plus simplement.